# 祥云西站
祥云西站，原称祥云站，位于中华人民共和国云南省大理白族自治州祥云县祥城镇，是广大铁路上的车站，中心里程为K161+932，隶属于中国铁路昆明局集团广通车务段管辖，车站等级为三等站。该站是货运站，办理整车、集装箱货运服务。

## 历史
1992年7月开工，1998年10月26日开通货运，2005年1月开通客运业务。2018年昆楚大铁路开通后，该站由“祥云站”更名为“祥云西站”，不再办理客运业务。

## 车站结构
截至2014年，祥云西站站房建筑面积为1,327平方米，候车室面积473平方米，站前广场3,000平方米，最高聚集2000人。设站台1个，有正线1条、到发线4条。祥云财富工业园区铁路专用线从祥云西站出发。